# Balaskó Vilmos
Balaskó Vilmos (Szalacs, 1914. szeptember 19. – Máramarossziget, 2004. január 20.) romániai magyar református lelkész, Balaskó Nándor szobrászművész testvére. 1958-ban az érmihályfalvi csoport perében koholt vádak alapján halálra ítéltek, de testvére közbenjárására ítéletét életfogytiglani börtönbüntetésre módosították.

## Élete
„Ez az érmelléki föld évszázadokon keresztül nem dobott fel magából egyetlen tanult embert sem. Ezen a földön, mint szalmatűz perzselt végig egy-egy felkelés, a Dózsáé, vagy Rákóczié s az 1848-as nagy szabadságharc hulláma. Ezért aztán nagy lett a földi istenek bosszúja. " 
Egy poklok poklát megjárt református lelkész megkeseredett szavai ezek, aki az 1956 utáni erdélyi megtorlások ártatlan áldozataként tárta elénk meghurcoltatásának igaz történetét.
Az édesapja Budapesten volt munkás, majd gépész a szalacsi „tüzes" cséplőgépnél. Balaskó Vilmos egy több mint kétszáz éves protestáns család sarja. Hárman voltak testvérek. A szalacsiak szemében amolyan „világ csodája" volt, hogy a Balaskó fiúk közül az egyik pap, a másik szobrászművész lett.
Tanulmányait szülőfalujában kezdte, majd Kolozsváron teológiai tanulmányokat folytatott. Egész életét döntő mértékben meghatározta szülőfalujának gazdag szokásvilága, históriája. A második meghatározó élmény a zilahi Wesselényi Kollégium volt, ahol Ady Endre is tanult. 
1937-től 1940-ig Érkeserűben teljesített segédlelkészi szolgálatot Orosz Lajos lelkész-földbirtokos mellett. ahol aktívan részt vett a református közösség életében. 
1945 januárjától az újonnan szerveződött máramarosszigeti magyar gimnázium vallástanárává és igazgatójává nevezték ki. Felesége a református felekezeti iskola tanítónője volt. 
'46-tól Érmihályfalván lett vallástanár és gimnáziumi igazgató. „Tudjuk jól, hogy az érmelléki határok mentén nem szünetelt egy pillanatig sem az immár láthatatlanná vált háború, itt nem volt békekötés, csak a bosszú lihegése. És mégis elhagytam én is az addig védelmező mára-marosi bérceket, és eljöttem haza meghalni, magammal hoztam a családomat is, ahelyett, hogy otthagytam volna. Féltett kincse volt az érmihályfalvi papnak az általuk teremtett polgári iskola, tíz nagy érmelléki községnek az egyetlen középfokú iskolája. Annak kellett egy vezető, az elmenekült vezetők helyett. S én lettem az áldozati bárány. (...) Ilyen körülmények között is csak nagy rábeszélésre és ígéretek alapján hagytam el védett otthonomat és fogadtam el az Érmihályfalvi Állami Koedukációs Gimnázium vezetését. A szülőföld legyőzhetetlen varázsa és az ottani nagy szükség kényszerített rá, hogy visszatérjek az Érmellékre."
1948-ban, a kommunista hatalomátvételt követően elvesztette vallástanári állását.
1949-ben Érolasziban lett lelkipásztor. 1958. május 21-én koholt vádak alapján letartóztatták, államellenes összeesküvéssel vádolták meg, majd a Macskássi Pál hadbíró őrnagy által elnökölt bíróság Nagyváradon Sass Kálmán érmihályfalvi lelkésszel és dr. Hollós István tanárral halálra ítélte. Testvére közbenjárására azonban Balaskó ítéletét kegyelemből előbb életfogytiglanra, majd később 24 év börtönre változtatták. Sass Kálmánt és Hollós Istvánt december 2-án kivégezték.
1964-ben általános amnesztiával szabadult. 
Balaskó Vilmosnak köszönhetjük az Érmellék, elsősorban Szalacs mindmáig leggazdagabb és legteljesebb krónikáját. Az 1983-84-ben kelt megemlékezéseiben - melyet 2001-ben adtak ki, Élet a föld alatt címmel - falujáról, szokásokról, családjáról, szolgálatáról, a Sass Kálmán-perről és börtönélményeiről egyaránt számot adott. Az ő jóvoltából maradt ránk e hiteles dokumentum arról, hogy 1956 ürügyén Romániában ártatlan embereket ítéltek halálra, s a fizikai megsemmisítéssel próbálták elfojtani a másként gondolkodásnak még a legelemibb megnyilatkozását is. Balaskó Vilmos a négy hazaárulási per egyetlen olyan túlélője volt, aki Sass Kálmánnal és Hollós Istvánnal együtt - két nap híján - két hónapot töltött a siralomházban. „Az 1956-os magyarországi forradalom, minket, erdélyi magyarokat egész különleges veszélybe sodort. Az államhatalom félelme gyűlöletté fajult irányunkba. A haditörvényszékek sok százat börtönbe küldtek, családokat, gyermekeket deportáltak, ítéltek nehéz kényszermunkára. De legtöbbet szenvedett talán a magyar határ közeli vidék, az Érmellék lakossága. " 
Könyve az egyik legőszintébb vallomás az Érmellékről, az itt élő emberekről, s a szomorú történelmi sorsot felvállaló, erős hitű ember küldetéséről:
„Nem, nem lehet itt élni másként, nem lehet itt felfelé nőni, csak az édes anyaföldbe kapaszkodva erősen, csak lefelé, a mélybe gyökeret ereszteni, onnan semmiképpen ki nem szakadni. Ha kell, átölelni és elterülni fölötte, mint viharos hegytetőkön a törpe fenyő, és fogózkodni erősen, kitéphetetlenül, amíg bé nem takar, el nem föd az édes anyaföld."
1995-ben Pro Ecclesia Militans díjjal tüntették ki. 2004-ben hunyt el Máramarosszigeten.